# Acantheremus unali
Acantheremus unali är en insektsart som beskrevs av Naskrecki 1997. Acantheremus unali ingår i släktet Acantheremus och familjen vårtbitare. Inga underarter finns listade i Catalogue of Life.